# آنخل مدیچی
آنخل مدیچی (اسپانیایی: Ángel Médici‎؛ ۲۰ دسامبر ۱۸۹۷ – ۹ اوت ۱۹۷۱) بازیکن فوتبال اهل آرژانتین بود.

## باشگاهی
از باشگاه‌هایی که در آن بازی کرده‌است می‌توان به باشگاه فوتبال بوکا جونیورز اشاره کرد.

## تیم ملی
وی همچنین در تیم ملی فوتبال آرژانتین بازی کرده‌است.